# Di Di Hollywood
Di Di Hollywood é um filme de drama produzido na Espanha, dirigido por Bigas Luna e lançado em 2010.